# Outta Here
Outta Here je debitantski album nizozemske pjevačice i tekstopisca Esmée Denters, objavljen u svibnju i lipnju 2009. godine u Europi u izdanju Tennman Recordsa. U Ujedinjenom Kraljevstvu je objaljen 11. siječnja 2010. godine. Pjesme za album je pisala sama Denters uz pomoć Justina Timberlakea koji je i producirao cijeli album.
Kao najavni singl je objavljena istoimena pjesma, koja je ušla u top 10 u Nizozemskoj i Ujedinjenom Kraljevstvu. Nakon objave albuma izdan je singl "Admit It" koji je zauzeo 28. mjesto u Nizozemskoj.

## Pozadina
U ljetu 2007. godine, Denters i Timberlake su započeli rad na njezinom debitantskom albumu.
U travnju 2009. Denters je na nizozemskoj radio stanici Radio 538 da će njezin debi uradak izići 22. svibnja. 2009. Također je potvrdila da je album mix popa i R&B-ja, balada i brzih pjesama.

## O albumu
Album sadrži dvanaest pjesama, plus dvije bonus pjesme za izdanje albuma u Nizozemskoj i Ujedinjenom Kraljevstvu. Pjesme je pisala sama Denters s Timberlakeom i još nekoliko tekstopisaca.

## Singlovi
- "Outta Here" je prvi singl s istoimenog albuma. Pjesmu su napisali i producirali Justin Timberlake i Pollow Da Don. Videospot za pjesmu je objavljen 13. svibnja, a singl je pušten u prodaju dan kasnije.
- "Admit It" je drugi singl, objavljen 4. rujna 2009. Pjesmu su napisali Denters i Toby Gad, a producirali su je Timberlake i Gad. Videospot je premijerno pušten 3. rujna na nizozemskoj glazbenoj televizijskoj postaji TMF.[2]
- "Love Dealer" (Feat. Justin Timberlake) je treći singl koji će biti objavljen u SAD-u I Australiji u kolovozu 2010. godine.

## Popis pjesama
1. "Admit It" - 3:41
2. "Victim" - 3:36
3. "Outta Here" - 3:21
4. "Love Dealer" ( featuring Justin Timberlake) - 3:45
5. "Gravity" - 5:48
6. "What If" - 3:41
7. "Memories Turn To Dust" - 3:57
8. "Getting Over You" - 3:21
9. "Just Can't Have It" - 3:59
10. "The First Thing" - 3:12
11. "Casanova" (featuring Justin Timberlake) - 4:28
12. "Bigger Than The World" - 4:53

Bonus pjesme (Nizozemska)
1. "Sad Simphony" - 4:39
2. "Eyes For You" - 3:51

Bonus pjesme (UK)
1. "Sad Simphony" - 4:39
2. "Follow My Lead" (featuring Justin Timberlake) - 3:19